# Opnovke
Opnovke (znanstveno ime Peniophora) so rod gliv iz družine opnark (Peniophoraceae).

## Seznam opnovk Slovenije[2]
- siva opnovka (Peniophora cinerea)
- mesnordeča opnovka (Peniophora incarnata)
- barvita opnovka (Peniophora laeta)
- jesnova opnovka (Peniophora limitata)
- vrbova opnovka (Peniophora lycii)
- smrekova opnovka (Peniophora piceae)
- borova opnovka (Peniophora pini)
- modrikasta opnovka (Peniophora pithya)
- trepetlikova opnovka (Peniophora polygonia)
- hrastova opnovka (Peniophora quercina)
- topolova opnovka (Peniophora violaceolivida)